# Microloxia aperta
Microloxia aperta är en fjärilsart som beskrevs av Swinhoe 1885. Microloxia aperta ingår i släktet Microloxia och familjen mätare. Inga underarter finns listade i Catalogue of Life.